# NGC 1581
NGC 1581 este o galaxie lenticulară situată în constelația Peștele de Aur. A fost descoperită în 5 decembrie 1834 de către John Herschel. Se află la o distanță de 21,24 de megaparseci de Pământ.